# Khamosh Pani
Khamosh Pani (urdu: خاموش پانی; tłum. Ciche wody) – pakistański dramat z 2003 roku (w koprodukcji z Niemcami i Francją). Nagrodzony na Międzynarodowym Festiwalu Filmowym w Locarno. To historia wdowy, której syn ulega wpływom radykalistów muzułmańskich.

## Fabuła
Pakistan. Rok 1979. Pendżabska wioska niedaleko granicy z Indiami, gdzie wdowa Ayesha (Kirron Kher) samotnie wychowuje syna Saleema. Mimo że wiodą życie tylko ze sobą, czują się  bardzo szczęśliwi. Podobnie radośnie Saleem przeżywa swoją pierwszą miłość do niezależnej, pięknej Zubeidy. Ich życie jednak zmienia się z chwilą, gdy w Rawalpindi zostaje powieszony premier Zulfikar Ali Bhutto, a władzę w kraju przejmuje generał Muhammad Zia ul-Haq. Do wioski przybywa wówczas z Lahore dwóch radykałów islamskich: Rasheed i Zubair. Zaczynają oni agitować ludzi narzucając im przymus modlitwy i zagrzewając do świętej wojny przeciwko niewiernym. Saleem przekonany przez swego przyjaciela Amina staje się jednym ze zwolenników nowo powstającego ruchu. To wpływa na jego relacje z niezależnie myślącą Zubeidą i tolerancyjną wobec innych religii matką. Napięcie osiąga szczyt, gdy do pobliskiej świątyni sikhijskiej przyjeżdżają z Indii pielgrzymi sikhijscy. Ich przyjazd odsłania prawdę dotyczącą przyszłości Ayeshy.

## Obsada
- Kirron Kher ... Ayesha
- Aamir Ali Malik
- Arshad Mahmud
- Salman Shahid
- Shilpa Shukla
- Sarfaraz Ansari

## Nagrody
- 2003: Międzynarodowy Festiwal Filmowy w Locarno
  - Brązowy Lepard dla najlepszej aktorki: Kirron Kher
  - Nagroda Don Kichote dla reżyserki - Sabiha Sumar
  - Złoty Leopard za najlepszy film: Sabiha Sumar
  - Nagroda Jury Ekumenicznego Sabiha Sumar
  - Youth Jury Award -  Sabiha Sumar
- 2003: Nantes Three Continents Festival
  - Nagroda publiczności za film: Sabiha Sumar
  - Silver Montgolfiere:  reżyser Sabiha Sumar
- 2003: Międzynarodowy Festiwal Filmowy w Karaczi
  - najlepsza aktorka: Kirron Kher
  - najlepszy scenariusz: Paromita Vohra